# Chitala
Chitala es un género de peces en la familia Notopteridae que inicialmente fue clasificado dentro del género Notopterus (Lacépède, 1800). Contiene seis especies, entre las que se observan varias presentes en la acuicultura y los acuarios; son conocidos comúnmente como «peces navaja asiáticos»
Está distribuido por diversas cuencas hidrográficas de Bangladés, India, Nepal, Pakistán, Camboya, Tailandia, entre otros.
Puede alcanzar un máximo de 5 pies (1,5 m), tamaño correspondiente a la especie Chitala lopis, el pez más largo en el género (y de la familia).
Respecto al estado de conservación, se puede indicar que de acuerdo a la IUCN, tanto las especies Chitala blanci como la Chitala chitala pueden catalogarse en la categoría de «casi amenazados (NT o LR/nt)», debido a la alteración del hábitat como en la primera especie, o por causas desconocidas en la segunda.

## Especies
- Chitala blanci (d'Aubenton, 1965)
- Chitala borneensis (Bleeker, 1851)
- Chitala chitala (F. Hamilton, 1822)
- Chitala hypselonotus (Bleeker, 1852)
- Chitala lopis (Bleeker, 1851)
- Chitala ornata (J. E. Gray, 1831)